# Wechelderzande
Wechelderzande är en ort i Belgien.   Den ligger i provinsen Antwerpen och regionen Flandern, i den norra delen av landet, 50 km nordost om huvudstaden Bryssel. Wechelderzande ligger 18 meter över havet och antalet invånare är 3 581.
Terrängen runt Wechelderzande är mycket platt. Runt Wechelderzande är det tätbefolkat, med 276 invånare per kvadratkilometer.. Närmaste större samhälle är Lille, 3,5 km sydost om Wechelderzande. 
I omgivningarna runt Wechelderzande växer i huvudsak blandskog.